# ベン・トゥーリス
ベン・トゥーリス（Ben Toolis、1992年3月31日 - ）は、オーストラリア出身のラグビーユニオン元選手。

## プロフィール
- オーストラリア・ブリスベン出身。
- ポジションはロック(LO)。
- 身長 201cm、体重 119kg
- スコットランド代表キャップは26（2021年1月現在）でワールドカップ2019のスコットランド代表に選ばれた[1]。

## 略歴
2013年、エディンバラに加入。
2022年、花園近鉄ライナーズに加入。12月24日に行われたJAPAN RUGBY LEAGUE ONE第2節コベルコ神戸スティーラーズ戦にて先発出場で日本での公式戦初出場を果たした。
2024年5月、花園近鉄ライナーズを退団した。
2024年9月、現役引退を発表。